# Vorkstaartsmaragdkolibrie
De vorkstaartsmaragdkolibrie (Cynanthus canivetii synoniem: Chlorostilbon canivetii) is een vogel uit de familie Trochilidae (kolibries) en de geslachtengroep Trochilini (briljantkolibries).

## Verspreiding en leefgebied
Deze soort komt voor van zuidoostelijk Mexico tot Costa Rica en telt drie ondersoorten:
- C. c. canivetii: van Tamaulipas (zuidoostelijk Mexico) tot Belize, noordelijk Guatemala en de Baai-eilanden (Honduras).
- C. c. osberti: van zuidoostelijk Chiapas (zuidoostelijk Mexico) tot westelijk Nicaragua.
- C. c. salvini: westelijk Costa Rica.

## Status
De grootte van de populatie is in 2019 geschat op 0,5-5 miljoen volwassen vogels. Op de Rode lijst van de IUCN heeft deze soort de status niet bedreigd.  